# Hrabstwo Fayette (Pensylwania)
Fayette – hrabstwo w stanie Pensylwania w USA. Populacja liczy 136606 mieszkańców (stan według spisu z 2010 roku).
Powierzchnia hrabstwa to 2067 km² (w tym 21 km² stanowią wody). Gęstość zaludnienia wynosi 66,7 osoby/km².

## Miejscowości

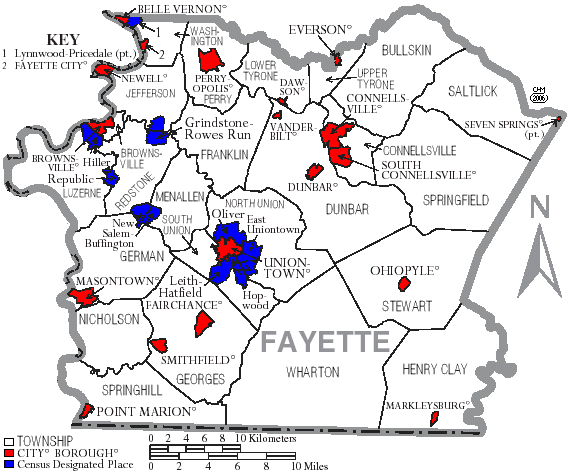
Rozmieszczenie miast i Broughs na mapie hrabstwa

### Miasta
- Connellsville
- Uniontown

### Boroughs
| - Belle Vernon - Brownsville - Dawson - Dunbar - Everson - Fairchance | - Fayette City - Markleysburg - Masontown - Newell - Ohiopyle - Perryopolis | - Point Marion - Seven Springs - Smithfield - South Connellsville - Vanderbilt |